# James Ewell Brown Stuart
James Ewell Brown Stuart, detto Jeb (Contea di Patrick, 6 febbraio 1833 – Richmond, 12 maggio 1864), è stato un generale statunitense, Ufficiale nell'US Army,  divenne maggior generale nell'esercito degli Stati Confederati durante la guerra di secessione. Fu uno dei più giovani e abili comandanti di cavalleria del XIX secolo, divenendo un'icona degli Stati del Sud.

## Biografia
Stuart Influenzò considerevolmente l'arte militare nella prima metà della guerra di secessione; infatti dimostrò che la cavalleria come arma non solo non era superata, ma poteva venir impiegata per conseguire la superiorità tattica. Così fin dall'inizio assicurò il predominio militare degli Stati del Sud e fece parlare di sé anche gli osservatori militari europei.
Nato il 6 febbraio 1833 nella Contea di Patrick, in Virginia, si diplomò nel 1854 a West Point. Sottotenente del 1º Cavalleria US, servì al confine occidentale del Kansas e fece parte nell'ottobre 1859 degli ufficiali dell'allora colonnello Robert E. Lee, quando fu repressa l'occupazione di Harper's Ferry condotta da John Brown e da un gruppo di suoi seguaci.
Stuart lasciò l'esercito dell'Unione dopo l'uscita della Virginia dagli Stati Uniti ed entrò in servizio confederato come colonnello del 1º Cavalleria della Virginia. Fu alle dipendenze di Joseph E. Johnston nella Valle di Shenandoah e si distinse nella prima battaglia di Bull Run. Il 24 settembre 1861 fu promosso Brigadier Generale. Il suo nome passò di bocca in bocca quando, prima delle battaglie dei Sette Giorni ricevette da Lee il compito di esplorare i fianchi dell'Armata del Potomac di McClellan.
Stuart preparò accuratamente l'azione, curò la più stretta segretezza, scelse 2500 cavalieri e due batterie di artiglieria a cavallo e il 12 giugno 1862 iniziò la prima di una serie di imprese che lo avrebbero reso celebre nella storia militare: con un attacco tanto coraggioso quanto freddamente calcolato Stuart ruppe le linee dell'Unione, penetrò profondamente nelle retrovie del nemico e chiuse alle spalle delle truppe federali un cerchio intorno all'intera Armata di McClellan. In questo primo raid, la cavalleria di Stuart distrusse rifornimenti e trasporti truppe dell'Unione, catturò materiale bellico prezioso per il Sud, prese prigionieri centinaia di soldati dell'Unione e riportò infine al campo di Lee anche le desiderate informazioni circa le posizioni dell'avversario.
Il 23 luglio 1862 fu nominato maggior generale. Prese il comando della Divisione di Cavalleria, più tardi del Corpo d'Armata di Cavalleria dell'Armata della Virginia Settentrionale e proseguì le sue temerarie incursioni, con cui minò in maniera consistente il morale delle truppe del Nord.
Stuart si dimostrò un Ufficiale guidato da temperamento giovanile, ma al tempo stesso dotato di colpo d'occhio ed autocontrollo, accompagnato da un'elevata intelligenza. Tutti quelli che ebbero a che fare con lui lodavano la sua elevata capacità di guida di uomini ed il suo carisma personale. Specialmente il suo capo di stato maggiore, l'ex ufficiale prussiano Heros von Borcke, descrisse le capacità umane e militari di Stuart nei suoi ricordi degli anni della guerra di secessione.
Durante uno dei suoi raid dentro le linee del generale unionista John Pope, distrusse non solo i suoi collegamenti informativi, ma catturò anche documenti segreti sulla consistenza e dislocazione delle truppe dell'Unione. Nell'agosto 1862 Stuart condusse brillantemente i suoi cavalieri nella seconda battaglia di Bull Run e si distinse nella campagna di Lees Maryland. Accompagnò "Stonewall" Jackson nelle sue famose marce lungo i fianchi nella battaglia di Chancellorsville ed assunse temporaneamente il comando del 2º Corpo d'Armata dopo che il generale Jackson e anche il generale A. P. Hill erano stati feriti.
Fra i punti salienti della guerra di secessione e dei grandi successi personali di Stuart vi è la più grande battaglia di cavalleria della guerra, combattuta presso Brandy Station il 9 giugno 1863: si scontrarono circa 10.000 cavalieri per parte. I Confederati provocarono la perdita, fra caduti, feriti e dispersi, di 866 uomini dell'Unione.
Poco prima della battaglia di Gettysburg, Stuart era impegnato in un raid, cosicché a Lee mancarono i reparti di ricognizione, quando si confrontò con le truppe dell'Unione. Gettysburg cambiò l'andamento della guerra. Il Sud si chiuse in difensiva. La cavalleria del Nord guadagnò in importanza, ma non era un avversario alla pari finché Stuart restò al comando del Corpo d'armata di cavalleria. Nel maggio 1864 Stuart venne a sapere di un raid del generale Philip Sheridan, che copiava con successo la tattica da lui sviluppata. Stuart si precipitò subito ad arrestare la cavalleria unionista di Sheridan.
In un combattimento presso Yellow Tavern, Virginia, l'11 maggio 1864 Stuart fu colpito dalla pallottola di un soldato dell'Unione. Fu portato subito a Richmond, dove morì il giorno successivo; venne sepolto nel cittadina medesima presso il cimitero Hollywood.
La morte di Stuart segnò la fine della prevalenza della Cavalleria del Sud.